# Тауекел, Сламбек Тлеукабылулы
Сламбек Тлеукабылулы Тауекел (каз. Сламбек Тілеуғабылұлы Тәуекелов; 2 апреля 1948, село Жанабет, Железинский район, Павлодарская область, Казахская ССР — 5 июля 2025, Астана) — советский и казахский кинорежиссёр
, сценарист, кинопродюсер. Заслуженный деятель Казахстана (2003). Кавалер орденов «Курмет» и «Знак Почёта». Профессор Кафедра кино и ТВ Казахский национальный университет искусств (2014).

## Биография
- Сламбек Тауекел родился 2 апреля 1948 года в селе «Жанабет» бывшая Михайловка Железинского района Павлодарской области.
- Окончил Всероссийский государственный институт кинематографии имени С. А. Герасимова (ВГИК) в 1971 году. Окончил факультет организатора кино и телевидения.
- Член Союза кинематографистов СССР (1977).

## Трудовой деятельности
- После окончания института работал на разных должностях по организации кинопроизводства на киностудии «Казахфильм» — директором объединения мультипликации, начальником отдела кинопроизводства Казкинокомитета, заместителем (первым заместителем) директора, затем директором киностудии «Казахфильм» (с совмещением обязанностей заместителя председателя Госкино РК с 1973 по 1991 год).
- С 2001 по 2004 год — сопредседатель АО «Казахкинофест», исполнительный директор Гос. фонда поддержки культуры и искусства РК, первый заместитель председателя правления — генеральный продюсер АО "Республиканская телерадиокорпорация «Казахстан».
- С 2004 по 2005 год — председатель комитета информации и архивов Министерства культуры, информации и спорта РК, вице-президент, художественный руководитель и главный редактор АО «Казахфильм» им. Ш. Айманова.
- 2006—2008 г.г. Работал над созданием двухсерийного худ. фильма «Махамбет» (автор сценария — О. Сулейменов).
- В разные годы С. Тауекел неоднократно избирался членом правления и секретариата Союза кинематографистов Казахстана.

## Режиссёр:
- 1991 — Потерянный край (документальный)
- 1991 — Наурыз (документальный)
- 1993 — Батыр Баян (художественный фильм)
- 1997 — «Асанали» (фильм-портрет)
- 1997 — Боль моя дети (кор/документальный фильм) совместно с Игорем Вовнянко[3]
- 2000 — Сатбаев (документальный)
- 2003 — Бир бала (художественный фильм)
- 2006 — Махамбет (Красная полынь) (Казахстан)
- 2008 — Актриса апа (документальный) (Казахстан)
- 2010 — Земля обетованная/Жерұйық (художественный фильм) (Казахстан)
- 2011[4] — Сагыныш (документальный) (Казахстан)
- 2013 — Преодоление (документальный) (Казахстан)
- 2015 — «Первый» (Тұңғыш) (Казахстан)
- Сценарист:
- 1975 г. Солнечный зайчик (анимационный)

## Награды
- 1986 — Орден «Знак Почёта» (СССР)
- 2003 — Присвоено почётное звание «Заслуженный деятель Казахстана» (за заслуги в области казахского киноискусства)[5]
- 2011 — Медаль «20 лет независимости Республики Казахстан»
- 2013 — Почётный гражданин Железинского района.
- 2013 — Почётный профессор Павлодарский государственный университет им. С. Торайгырова
- 2016 — Орден Курмет (за заслуги в развитии отечественного киноискусства)
- Награждён Почётным нагрудным знаком министерства культуры «Мәдениет қайраткері».